# Библиотека Педро Грасса
Библиотека Педро Грасса (Biblioteca Pedro Grases) — информационный центр столичного университета Каракаса, ( Столичного университетa Каракаса), Венесуэла.
Коллекция библиотеки состоит из печатных и электронных ресурсов в области науки и технологий.

## История
Деятельность Центральной библиотеки университета ( Столичного университетa Каракаса) началась в штаб-квартире Сан-Бернардино в 1972 году.
Испанский гуманист Педро Грас подарил университету в 1976 году свою личную библиотеку, состоящую из 75 000 книг. В качестве благодарности, когда столичный университет Каракаса переехал в свою новую штаб-квартиру в Ла-Урбине в 1983 году, её Центральная библиотека была переименована в Библиотеку Педро Грасса.
С 2000 года библиотека продвигает новые проекты с использованием информационных и коммуникационных технологий.

## Фонды и коллекции
Фонд справочной информации и периодических изданий. Фонд включает в себя общие и специализированные словари, энциклопедии, библиографические указатели, руководства, научные и академические журналы, газеты, справочники, бюллетени и статистические отчеты.
Фонд «Наука и технологии». Состоит из материалов по политологии, праву, образованию, технологиям, инженерии, экономике, финансам, внешней торговле и другим научным дисциплинам.
Фонд «Гуманитарные науки». Содержит книги по литературе, философии, психологии, религии, историческим наукам, музыке, искусству, языкам и лингвистике, библиографии и информатике.
Редкий фонд. Состоит из 1540 книг доктора Педро Граса.
Педро Грас был писателем. Годы его жизни: 1909 (Испания) — 2004 (Венесуэла). Получил диплом по философии, литературе и праву. Стал профессором университета в 25 лет. Педро Грас покинул родную Барселону (Испания) в 1937 году, напуганный кровавой гражданской войной в Испании . Оказавшись в Венесуэле, он стал заниматься национальной историей и стал составителем, редактором Полного собрания сочинений Андреса Бельо: обширного собрания из 26 томов, созданного венесуэльским интеллектуалом.
Педро Грас отвечал за изучение и документирование жизни и деятельности важных персоналий первого века Венесуэльской республики. Данное исследование нашло отражение в 15 томах «Венесуэльской политической мысли XIX века». Он также отвечал за открытие и публикацию работ Хуана Хермана Росио, венесуэльского философа.
Фонд Артуро Услар Пьетри. Собрание содержит приблизительно 18 000 томов, сгруппированных в: Общее собрание, Специальное собрание редких и ценных книг и собрание периодических изданий.
Фонд «Образовательные ресурсы в мультимедиа». Состоит из аудиовизуальных и мультимедийных ресурсов в различных форматах. Оборудован компьютерами с выходом в Интернет, телевизорами, DVD и VHS оборудованием.
Зал Хосе Антонио Майобре. Зал имеет 35 стульев и проектор.
Кабинет «24 часа». Это кабинет, открытый 24 часа в сутки.